# Зуав (ван Гог)
«Зуав» — маловідомий портрет роботи нідерландського художника Вінсента ван Гога на арабську тему.

## Вояки зуави і войовнича Франція
Мистецьке і культурне надбання Франції, добре знане в світі, надзвичайно камуфлює войовничість Франції як держави. А та сягає в глиб віків. Ще в 17 столітті військові інженери і фортифікатори Франції вважались найкращими в Європі, і французьких військових фахівців запрошували будувати фортеці навіть Османська імперія і Річ Посполита. Частка збережених фортець на теренах сучасної України — твори військових інженерів Франції.
Сучасні заморські території Франції не що інше, як військові здобутки не культурної, а войовничої і колоніальної Франції. Воювала Франція і в 19 столітті, серед військових загонів якої були і зуави з 1830 року. Їх рекрутували з напівбандитського населення Північної Африки, колишніх розбійників і піратів. До лав зуавів в 19 столітті приймали і розбишак — французів.
Зуави мали і свій військовий стрій — темно-червона феска, синя куртка з візерунком, широкі червоні шальвари, що нагадували шаровари українських козаків 17 століття. Їх безжально використовували, і вони гинули десятками, як і всі найманці — мало потрібні і своїй батьківщині, і войовничій Франції.

## Портретний твір ван Гога
Можливо, ніде тематика картин ван Гога не підходила так близько до давньої французької традиції відтворення арабської теми, як в портреті зуава. Алжир і Марокко — давні країни паломництва французьких митців. Свої картини там малювали Ежен Делакруа, Клод Моне та ін.
Ван Гог добре відтворює незвичний, справді екзотичний, варварський яскравий стрій зуава. Його нетутешність, антибурзуазність підкреслює і занадто вільна, недобропорядна і небуржуазна поза. А темно-червона феска з китицею, збита набік, жахає сміливістю дикуна. Обличчя похмуре, як у людини, що залишила злидні на батьківщині, а має невизначене і страшне майбутнє.